# Dominion (série télévisée)
Pour les articles homonymes, voir Dominion (homonymie).
Dominion est une série télévisée américaine en 21 épisodes de 41 minutes créée par Vaun Wilmott, diffusée entre le 19 juin 2014 et le 1er octobre 2015 sur Syfy aux États-Unis et à l'automne 2014 sur Showcase au Canada. Elle est basée sur le film Légion sorti en 2010 et créé par Scott Charles Stewart.
En France, Suisse et Belgique, la série est diffusée depuis le 14 octobre 2014 sur Syfy. Au Québec, elle a été acquise par le service Club Illico.

## Synopsis
Dominion est l'histoire d'un temps où Dieu disparaît et, en son absence, l'archange Gabriel décide de faire la guerre contre l'humanité, les croyant indignes de l'amour de Dieu. Bien que la plupart des anges supérieurs restent neutres, Gabriel a convaincu les anges inférieurs, les « chiens du ciel » – aussi surnommés « eight ball » (boule de billard américain numéro 8) par l'homme en raison de leurs yeux noirs – de lutter à ses côtés. Le pilote commence 25 ans plus tard dans un monde où l'humanité tente de survivre dans quelques villes fortifiées. L'Archange Michael a choisi de prendre parti pour l'humanité contre Gabriel, et de vivre parmi les humains dans la ville fortifiée de Vega (qui était autrefois Las Vegas) jusqu'à ce qu'un sauveur prophétique apparaisse pour sauver l'humanité.

## Distribution

### Acteurs principaux
- Christopher Egan (VF : Glen Hervé) : Sgt. Alex Lannon
- Tom Wisdom (VF : Anatole de Bodinat) : Michael
- Roxanne McKee (VF : Ludivine Maffren) : Claire Riesen (saisons 1 et 2)
- Luke Allen-Gale (VF : Yoann Sover) : Principauté William Whele (saisons 1 et 2)
- Shivani Ghai (VF : Charlotte Correa) : Arika
- Rosalind Halstead (VF : Céline Ronté) : Consul Becca Thorn (saison 1)
- Anthony Head (VF : Pierre-François Pistorio) : Consul David Whele
- Alan Dale (VF : Jean Barney) : Général Edward Riesen
- Carl Beukes (VF : Bernard Gabay) : Gabriel (principal saison 2, récurrent saison 1)
- Kim Engelbrecht (VF : Adeline Forlani) : Sgt. Noma Walker (principale saison 2, récurrente saison 1)

### Acteurs récurrents
- Katrine De Candole (VF : Anouck Hautbois) : Uriel (saison 1)
- Langley Kirkwood (en) (VF : Loïc Houdré) : Jeep Hanson (saison 1, invité saison 2)
- Betsy Wilke (VF : Thelma DuPac) : Bixby (saison 1)
- Luam Staples : Roan (saison 1)
- Anton David Jeftha (VF : Stanislas Forlani ) : Furiad (saison 1, invité saison 2)
- Jonathan Howard (en) (VF : Tristan Petitgirard) : Ethan Mack (saison 1)
- Dylan Skews (VF : Sébastien Ossard) : Sr. Officer John (invité saison 1)
- Tyrone Keogh (VF : Romain Altché) : Vince (saison 1)
- Amy Bailey puis Sabine Palfi (VF : Agnès Cirasse) : Clementine Riesen (saison 1 et 2)
- Simon Merrells (en) (VF : Frédéric van den Driessche) : Julian[7] (saison 2)
- Christina Chong (VF : Olivia Luccioni) : Zoe[7] (saison 2)
- Olivia Mace (VF : Hélène Bizot) : Laurel[7] (saison 2)
- Luke Tyler (VF : Romain Altché) : Pete[7] (saison 2)
- Nicholas Bishop (VF : Philippe Vincent) : Gates Foley (saison 2)
- Hakeem Kae-Kazim (VF : Bertrand Dingé) : Le Prophète (saison 2)
- Alex Anlos (VF : Jérémie Covillault) : Jasper (saison 2)
Version française
  - Société de doublage : Mediadub International[8],[9]
  - Direction artistique : Stanislas Forlani[8],[9]
  - Adaptation des dialogues : François Dubuc

 Source et légende : version française (VF) sur RS Doublage et Doublage Séries Databse

## Développement

### Production
Le 13 octobre 2015, près de deux semaines après la diffusion du final de la saison 2, Syfy annonce que la série est annulée.

### Tournage
La série est filmée au Cap en Afrique du Sud.

## Épisodes

### Première saison (2014)
1. L'Élu (Pilot)
2. Une alliance dangereuse (Godspeed)
3. Blessures (Broken Places)
4. L'Inondation (The Flood)
5. Soupçons (Something Borrowed)
6. Au nom de la mère (Black Eyes Blue)
7. Les Ombres du passé (Ouroboros)
8. Révélations (Beware Those Closest To You)

### Deuxième saison (2015)
Le 25 septembre 2014, la série a été renouvelée pour une deuxième saison de treize épisodes diffusée depuis le 9 juillet 2015.
1. Les Héritiers du Salut (Heirs of Salvation)
2. La nouvelle Delphes (Mouth of the Damned)
3. Sans issue (The Narrow Gate)
4. Une Vérité amère (A Bitter Truth)
5. Questions de loyauté (Son of the Fallen)
6. Stratégies (Reap the Whirlwind)
7. David contre Goliath (Lay Thee Before Kings)
8. Un si long chemin (The Longest Mile Home)
9. Les Origines du mal (The Seed of Evil)
10. Sacrifice ultime (House of Sacrifice)
11. Le Voile des Ténèbres (Bewilderment of Heart)
12. Le Septième Sceau (Day of Wrath)
13. Le Fils de L'Aurore (Sine Deo Nihil)

## Personnages
- Sgt. Alex Lannon : Un jeune soldat V-2 rebelle qui est un sergent du Corps de l'Archange de Vega. Alex est l'amant de Claire et le fils de Charlie (de Légion). Il découvre qu'il est l'improbable sauveur de l'humanité, connu comme l'Élu", et le personnage central de l'Église du Sauveur[13]", la religion non officielle mais dominante de Vega.
- Michael : L'Archange, qui, au moment du déclenchement de la guerre entre ses frères les Anges et l'humanité, a quitté les siens pour se joindre à la lutte. Michael est le frère de Gabriel qui est devenu son ennemi. C'est un guerrier légendaire considéré comme le plus grand de tous les Archanges. Michael a lutté contre les armées de son frère, et a contribué à gagner la guerre pour l'humanité. Il est maintenant le gardien de Véga, sa nouvelle maison, et garde un œil sur les gens de sa tour isolée, dédiée à la défense de la ville contre les menaces des anges. Pour l'aider, Michael a créé et commande le Corps de l'Archange, la première ligne de défense de Véga. Michael a prouvé être un allié précieux, il est le principal conseiller de Riesen, le guide et le protecteur d'Alex, et l'amant de Becca.
- Claire Riesen : la fille de Riesen, c'est une enseignante pour les orphelins et elle croit en l’Église du Sauveur. Claire est de facto "la princesse" de la ville - héritière présomptive au siège de son père en tant que dirigeante de Véga. Claire est profondément opposée au système des classes de Véga, et sa défense des droits du peuple ont fait sa renommée parmi les gens du peuple. Claire est l'amante d'Alex (une relation qui est interdite), mais est fiancée à William Whele alors qu'elle porte l'enfant d'Alex.
- "Principat" William Whele: fils de David, idéaliste et vrai croyant de l'Élu. William est le leader bienveillant et religieux de l'Église du Sauveur. Il est fiancé à Claire, avec qui il a grandi et qu'il aime beaucoup. Bien qu'il révère apparemment Alex comme l'Élu, il est secrètement un Acolyte Noir, qui adore Gabriel comme un dieu.
- Arika : Une diplomate d'Helena, l'une des villes qui ont émergé à la suite de la guerre. Elle est l'épouse consort de la reine Evelyn. Helena étant une puissance neutre et la seule puissance restante avec une armée de l'air dans cette région (la ville est en possession du MCAS Miramar), Evelyn envoie Arika à la tête d'une délégation en visite à Véga pour maintenir la paix. Pour faciliter ses efforts, Arika commence une relation secrète avec David. Elle se révélera comme étant Evelyn et a une relation avec Uriel.
- Consul Becca Thorn : Le chef de la maison Thorn, Becca est l'un des sénateurs de Véga, qui est responsable du personnel scientifique et médical de la ville; elle supervise tous leurs efforts. Becca est la seule à savoir que Riesen peut mourir à tout moment de son insuffisance cardiaque. Elle est une rivale de David au sénat, une amie proche de Claire et la maîtresse de Michael, ce qui ne l'empêchera pas de disséquer vivant des anges pour mieux les connaître.
- Consul David Whele : Il est à la tête de la maison Whele et le père de William. David est l'un des sénateurs de Véga, le secrétaire du Commerce et administrateur en chef de Véga. C'est le bureaucrate qui maintient chaque département du gouvernement en état de fonctionnement. David est un politicien impitoyable et rusé qui entretient une relation énergique et imprévisible avec Riesen, le seul homme dans la ville plus puissant que lui. Il envisage avec son fils de destituer Riesen en faisant de William le seigneur de la ville par son mariage avec Claire. Ancien télévangéliste avant la guerre, il croit vraiment en Dieu, mais voit maintenant que tout ce qu'il croyait ne tient plus, bien qu'il utilise narcissiquement la psychologie de la foi qu'il a déjà embrassé pour faire progresser sa position et celle de son fils . Il est avec véhémence contre l’Église du Sauveur, et estime qu'Alex est la plus grande menace pour ses plans de prise de contrôle de Véga, et que le fait qu'il soit l'Élu peut amener la ruine de leur société.
- Général Edward Riesen : Le chef de Maison Riesen et le père de Claire, Riesen est le Seigneur de la ville, un dirigeant désintéressé de Véga et son chef militaire. Pendant la guerre, Riesen était un personnage clé qui a conduit l'humanité à la victoire. Au bord de l'extermination, il a rallié l'humanité et organisé les survivants valides sous sa direction. Après près de deux décennies de guerre, Riesen fut responsable de la destruction de l'armée des anges et a anéanti la capacité de Gabriel de mener la guerre à grande échelle. Par la suite, Riesen et ses plus proches conseillers ont fondé la ville fortifiée de Vega. Inspiré par sa formation à West Point, le général Riesen a travaillé avec le Sénat pour concevoir et créer le système de classe de Véga, un ordre social rigide axé sur les professions qui assurent le travail essentiel de construire et de gérer Véga. Cependant, il affirme que ce n'était qu'une mesure temporaire et partage l'opposition de sa fille dans ce système. Il espère abdiquer et ramener Véga vers une république. Il croit que sa fille Claire doit hériter de son siège en tant que dirigeante, un siège pour lequel elle aura besoin d'un mariage arrangé avec William Whele afin de se défendre de David Whele. Riesen souffre secrètement d'insuffisance cardiaque congestive, et pourrait mourir à tout moment, ce dont seule Becca Thorn est au courant. Riesen entretient une relation secrète avec Clémentine, un ange aux yeux noirs qui fut autrefois la mère de Claire et femme de Riesen. Elle meurt durant une "extraction" tentée par Alex.
- Gabriel : Un archange et chef des armées des anges, Gabriel a mené la majorité de ses frères dans la guerre pour mettre fin à l'humanité - il est responsable d'avoir poussé l'humanité au bord de l'extinction. Méprisant et jaloux envers la position privilégiée de l'humanité, il justifie ses actions et sa colère part leur usage abusif du monde qu'il croit appartenir aux anges. Il soupçonne l'humanité d'avoir conduit à la disparition de Dieu. Gabriel est le frère de Michael, qui est devenu son ennemi, et lui confie sa conviction que, lorsque l'humanité aura disparu, Dieu reviendra.
- Uriel : archange et sœur de Michael et Gabriel. Elle a aussi une relation avec Evelyn (aka Arika).
- Jeep Hanson : père adoptif d'Alex et mari de Charlie (de Légion). Jeep est un héros de Véga, présumé mort pendant la guerre, et connu à Véga comme étant le "prophète" de l'Élu. Il revient à Véga après quatorze ans, guerrier oublié ayant travaillé depuis longtemps à décoder les tatouages sur son corps, tandis que Michael protège et surveille Alex. Il est tué peu de temps après son retour par Roan, un ange supérieur déguisé en enfant humain.
- Sgt. Noma Walker : Un sergent de l'Archange Corps de Vega, Noma est un ami d'Alex et un autre soldat. Elle connaît sa relation interdite avec Claire, mais lui fait assez confiance pour garder son secret. Elle se révélera finalement être un ange supérieur au service de Michael
- Bixby : Une jeune fille qu'Alex protège. Bixby est orpheline et a donc été placé dans le niveau le plus bas du système de classe : V-1. Alex veut sortir de la ville avec elle et Claire afin qu'ils n'aient plus à vivre selon les règles de Véga. Luttant pour survivre à l'origine, Bixby est témoin de la révélation d'Alex comme l'Élu, et est maintenant sous la protection de la maison Riesen, améliorant considérablement son niveau de vie. Cependant, elle est tuée par David Whele.
- Roan : Un ange supérieur et membre des puissances, désormais allié de Gabriel.
- Furiad : Un ange supérieur et membre des puissances, également allié de Gabriel.
- Ethan Mack : Un soldat du Corps Archange de Vega, ami et compagnon d'armes de Noma et Alex.
- Lena : Une adolescente qui vit dans Vega et a le béguin pour Alex.

## Sources
- (en) Cet article est partiellement ou en totalité issu de l’article de Wikipédia en anglais intitulé « Dominion (TV series) » (voir la liste des auteurs).